# Basina
Basina – pochodząca z Turyngii żona pierwszego historycznego króla franków salickich z dynastii Merowingów Childeryka I.
Zgodnie z legendą, Childeryk z powodu swobodnego stylu życia stracił poparcie wśród swojego ludu i musiał udać się na wygnanie. Przedtem przełamał na dwie części złotą monetę i jedną połówkę przekazał swemu przyjacielowi, Wiomadowi. Tak zabezpieczony Childeryk udał się na dwór króla Turyngów Bisinusa, gdzie zakochał się z wzajemnością w jego żonie, Basinie. Po siedmiu latach wygnania powrócił ze swą wybranką do kraju, gdzie podczas jego nieobecności Frankowie wynieśli na tron rzymianina Egidiusza (ojca Syagriusza, obalonego później w 486 przez Chlodwiga I). Prawdopodobnie Childeryk musiał dzielić z nim władze pod naciskiem niebezpieczeństwa ze strony króla Wizygotów - Euryka.
Podczas nocy poślubnej z Basiną Childeryk I miał mieć taki sen:

stał przed swoim pałacem przed którym przechodziły kolejno lwy, lamparty, nosorożce, niedźwiedzie, wilki, psy...

Basina przetłumaczyła to tak:

Urodzi nam się syn, który w swej tężyźnie będzie jak lew, jego synowie jak nosorożce i leopardy, spłodzą potomstwo podobne niedźwiedziom i wilkom dla ich chciwości, na koniec królowie będą jak psy i inne drobne zwierzęta

Przepowiedziana degeneracja ostatnich władców frankijskich z dynastii Merowingów odnosi się do określenia "gnuśni królowie".